# Institut français d'Écosse
 (janvier 2019).
Si vous disposez d'ouvrages ou d'articles de référence ou si vous connaissez des sites web de qualité traitant du thème abordé ici, merci de compléter l'article en donnant les références utiles à sa vérifiabilité et en les liant à la section « Notes et références ».
L’Institut français d'Écosse est un centre culturel assurant la promotion de la langue et de la culture française à Édimbourg et dans le reste de l'Écosse.
Il comprend un service culturel, un service de cours de langue et une bibliothèque francophone. Il héberge également l'attaché de coopération pour le français en Écosse.
Il travaille avec l'Institut français du Royaume-Uni et l'Alliance française de Glasgow, ainsi qu'avec l'Association franco-écossaise.

## Histoire

### De la création d'un institut français en Écosse
Il est souvent fait référence à l'Auld Alliance (« La Vieille Alliance ») entre l'Écosse et la France signée en 1295 contre l'Angleterre. Le général de Gaulle qualifiait en 1942  l’alliance franco-écossaise de « plus vieille alliance au monde ». L'idée d'un lien France-Écosse est très ancien mais contrairement à Londres, où l'Institut français a été créé en 1910, la France n'a pas été représentée par un institut.
En 1894 est créé un département de français à la faculté d'Édimbourg. L'année suivante, en 1895, c'est au tour de la Franco-Scottish Society de voir le jour. Ces deux créations profitent des mouvements prônant le rapprochement des nations en Europe. Elle promeuvent des contacts plus faciles entre les nations en permettant par exemple à des étudiants de partir étudier en France. De nombreux échanges sont organisés et en 1897 est fondée la Revue Française d'Édimbourg.
En 1913, l'Alliance française décide de ne pas ouvrir en Écosse pour ne pas doublonner l'action de la 'Society'. Le 23 juin 1942, le général de Gaulle inaugure à Édimbourg la 'Maison de la France libre' sur Calton Hill. Cette maison est aujourd'hui la résidence du Consul Général de France à Édimbourg. La création de l'institut culturel, un peu décriée à son arrivée du fait de l’extrême pauvreté de la population écossaise après la guerre, s'est finalement imposée et a été acceptée.

### De l'histoire des bâtiments de West Parliament Square
L’Institut français d'Écosse est situé dans les Lothian Chambers sur West Parliament Square, dans la Old Town de la ville d'Édimbourg.

### Liste des directeurs de l'institut français d'Écosse
- années 1946(1947 oui) - 1950 (au moins) : Marc-André Béra[1]
- années 1950 : René Escande de Messières (vers 1957)[2]
- années 1960 : Henry Monteagle
- 1969 - 1975 : Philippe North
- 1975 - 1978 : Michel Sciama
- 1978 - 1980 : Pierre Alexandre
- 1980 - 1984 : Dominique Hoyet
- 1984 - 1987 : Georges-Gaston Feydeau
- 1987 - 1993 : Alain Bourdon
- 1993 - 1997 : Stéphane Crouzat
- 1997 - 2001 : Jean-Marc Terrasse
- 2001 - 2003 : Ashok Adicéam
- 2003 - 2006 : Olga Poivre d'Arvor
- 2006 - 2008 : Anne Laval
- 2008 - 2010 : Étienne Louÿs, secrétaire général, a assuré la direction par intérim
- 2010 - 2015 : Vincent Guérin
- 2015 - 2019 : Emmanuel Cocher
- 2019 - 2023 : Laurence Païs
- depuis 2023 : Stéphane Pailler

## Activités

### Action culturelle

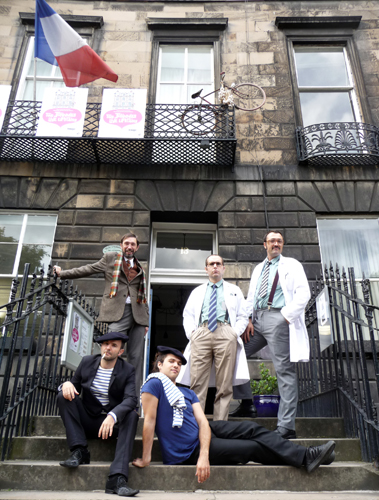
La troupe des Johnnies sur le parvis de l'Institut français d'Écosse.

En 2011, au cours du Edinburgh Festival Fringe, il a accueilli un spectacle créé spécialement pour l'occasion par la troupe Mythos festival, Two Johnnies live upstairs, qui a été sélectionné pour le best of de l'année 2011 de The Scotsman.

#### Expositions
| Année | Mois            | Nom de l'exposition                         | Artiste ou collectif invité et partenaires                                    |
| ----- | --------------- | ------------------------------------------- | ----------------------------------------------------------------------------- |
| 2011  | Janvier-février | Philippe Lagautrière                        | Rebel(le)                                                                     |
| 2011  | Avril           | Vive la tapisserie 2 !                      | Collective STAR                                                               |
| 2011  | Mai-juin        | Collection One                              | The Photographers Collective                                                  |
| 2011  | Juin-juillet    | Rennes 1981                                 | Patrice Poch et Gildas Raffenel                                               |
| 2011  | Juillet         | Bulles, Jazz, Blues 'Quand la BD swingue !' | Produit par Wallonie-Bruxelles International                                  |
| 2011  | Octobre         | Paris exposé                                | Étudiants du Stevenson College d'Édimbourg dirigés par Alan McEwan et Jon Lee |

#### Théâtre, cinéma, concerts...
| Année | Mois    | Type d'évènement | Titre de l'évènement                   | Artistes | Partenaires   |
| ----- | ------- | ---------------- | -------------------------------------- | --- | ------------- |
| 2011  | Janvier | Spécial          | Lancement de l'année Bretagne - Écosse | |               |
| 2011  | Février | Cinéma           | Courts métrages bretons                | Vivement lundi !                                                                                                 | The Filmhouse |
| 2011  | Mai     | Rencontre        | Breton chefs meet Scottish products    | Étudiants du lycée hôtelier de Dinard et chefs écossais                                                          |               |
| 2011  | Juin    | Cinéma           | Cinéconcerts : 'From Silent to loud'   | Cinq groupes de musiciens rennais : Bikini Machine, Olivier Mellano, Laetitia Sheriff, Montgomery, NeirdA & Z3RO | Tentracks     |
| 2011  | Août    | Théâtre          | Two Johnnies live upstairs             | Mythos (festival)                                                                                                |               |

### La médiathèque
La bibliothèque organise des activités en français pour les enfants de 2 à 7 ans. La lecture est ici considérée par exemple, comme un moyen agréable et gratuit de familiariser les jeunes enfants à la langue française.
L'Oreille musicale, atelier de discussion autour de la musique française est aussi une nouveauté de 2011. Dans son édition de novembre 2011, l'Oreille musicale s'est organisée autour du groupe de rock rennais Santa Cruz, invitant son chanteur et un de ses guitaristes à parler de leur goûts musicaux et de leurs influences.
Elle est ouverte toute la semaine et accessible à tous. En revanche, seuls les membres de l'Institut peuvent emprunter des ouvrages.

#### Collection

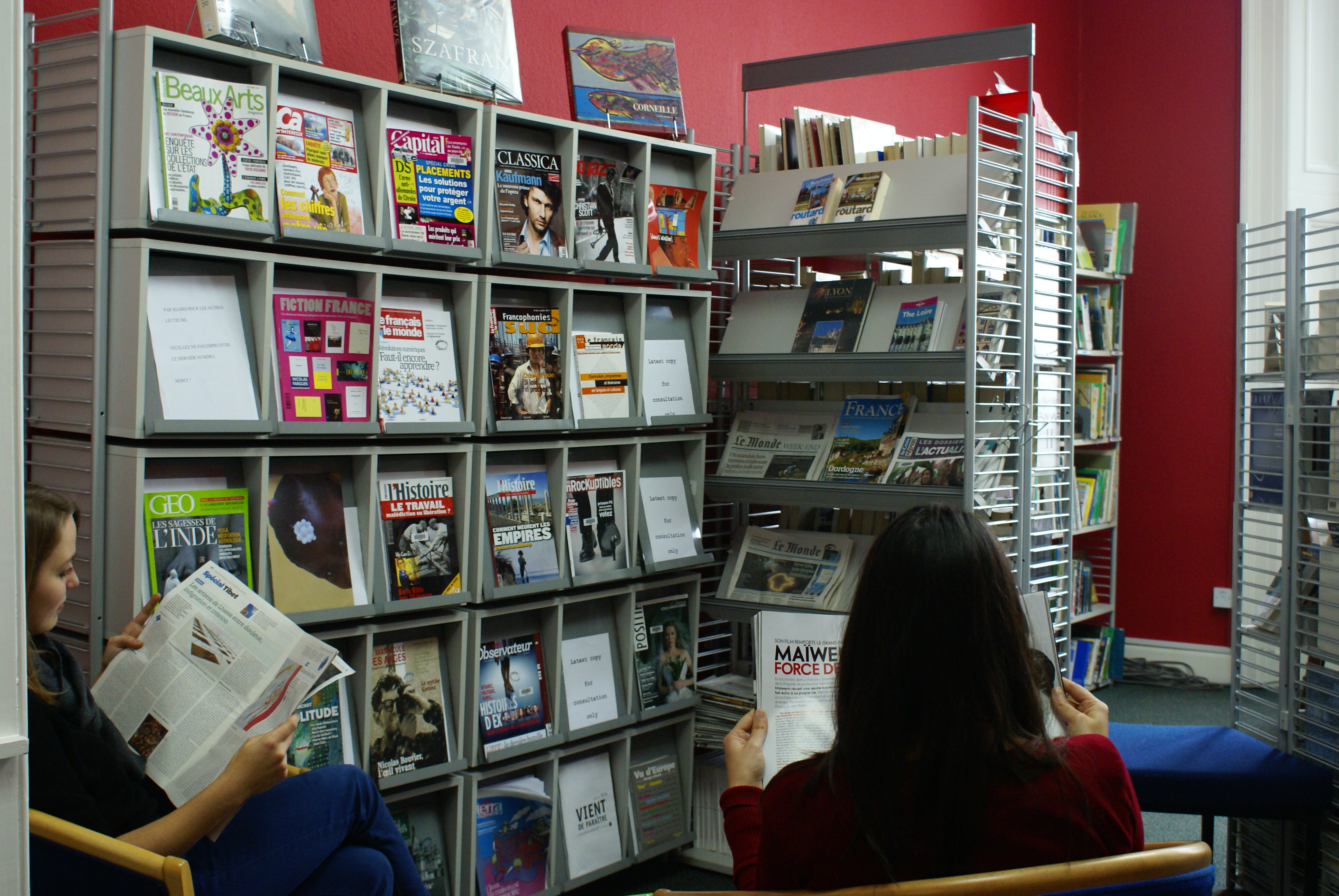
Kiosque de la médiathèque

La médiathèque contient 10 000 références, principalement en français, sur divers aspects de la France et de la culture française, et notamment la littérature, l’art, l’histoire, la géographie, les sciences politiques et sociales et la littérature jeunesse. On y trouve des Dictionnaires (de langue et spécialisés), des encyclopédies, des guides de voyage et des ouvrages de référence sur un large éventail de thématiques. La collection de romans contient de nombreux auteurs écossais traduits en français comme Robert Louis Stevenson, Ian Rankin, Val McDermid, etc.
La médiathèque est abonnée a de nombreux journaux et magazines. On peut ainsi y retrouver les grands titres de la presse nationale française : Libération, Le Monde, Le Point, des magazines généralistes : ELLE, Les Inrocks et spécialisés comme Beaux-Arts, Positif...
Le fonds DVD compte autour de 1000 films et documentaires. Le nombre de documents audio approche les 1 500 CD. Ce fonds contient les livres audio et les CD musicaux toutes tendances musicales confondues.

### Cours de langues
L'Institut accueille environ 500 étudiants par trimestre.